# 카마우로
카마우로(라틴어: camelaucum, 그리스어: kamelauchion, 이탈리아어: Camauro)는 이탈리아어로 ‘낙타 가죽 모자’라는 뜻으로 중세시대부터 내려온 교황의 전통 모자이다.
교황의 카마우로는 붉은색 모직이나 벨벳으로 만든 고깔에 미리 손질한 흰담비의 털로 테두리를 장식하였으며, 보통 겨울에 추위로부터 머리를 보호하기 위해 방한모로서 머리 위에 착용한다. 또한 때때로 이와 함께 흰담비의 털로 장식된 붉은 어깨 망토(모제타)도 종종 착용한다.
기독교 역사에서, 카마우로는 12세기 이래 교황의 의상 가운데 하나가 되었으며, 추기경들 또한 흰담비의 모피를 두르지 않은 카마우로를 1464년까지 착용하였다. 교황의 카마우로는 1963년에 교황 요한 23세가 선종한 이후 무려 42년간 쓰이지 않다가, 2005년 10월 감기에 걸려 크게 고생하였던 교황 베네딕토 16세가 도로 부활시켰다. 이에 대해 바티칸 소식에 정통한 소식통들은 “전통을 사랑하는 보수 성향의 베네딕토 16세가 옛 교황들이 쓰던 의상들을 다시 입는 것 같다.”고 보고 있다. 언론에서는 성탄절에 카마우로를 쓰고 나타난 베네딕토 16세의 모습을 보고 마치 산타클로스가 연상된다며 둘을 비교 보도하였다.

## 사진

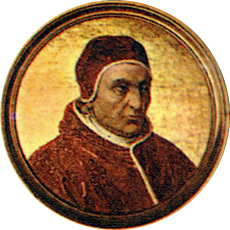
교황 인노첸시오 7세 (1404-1406)
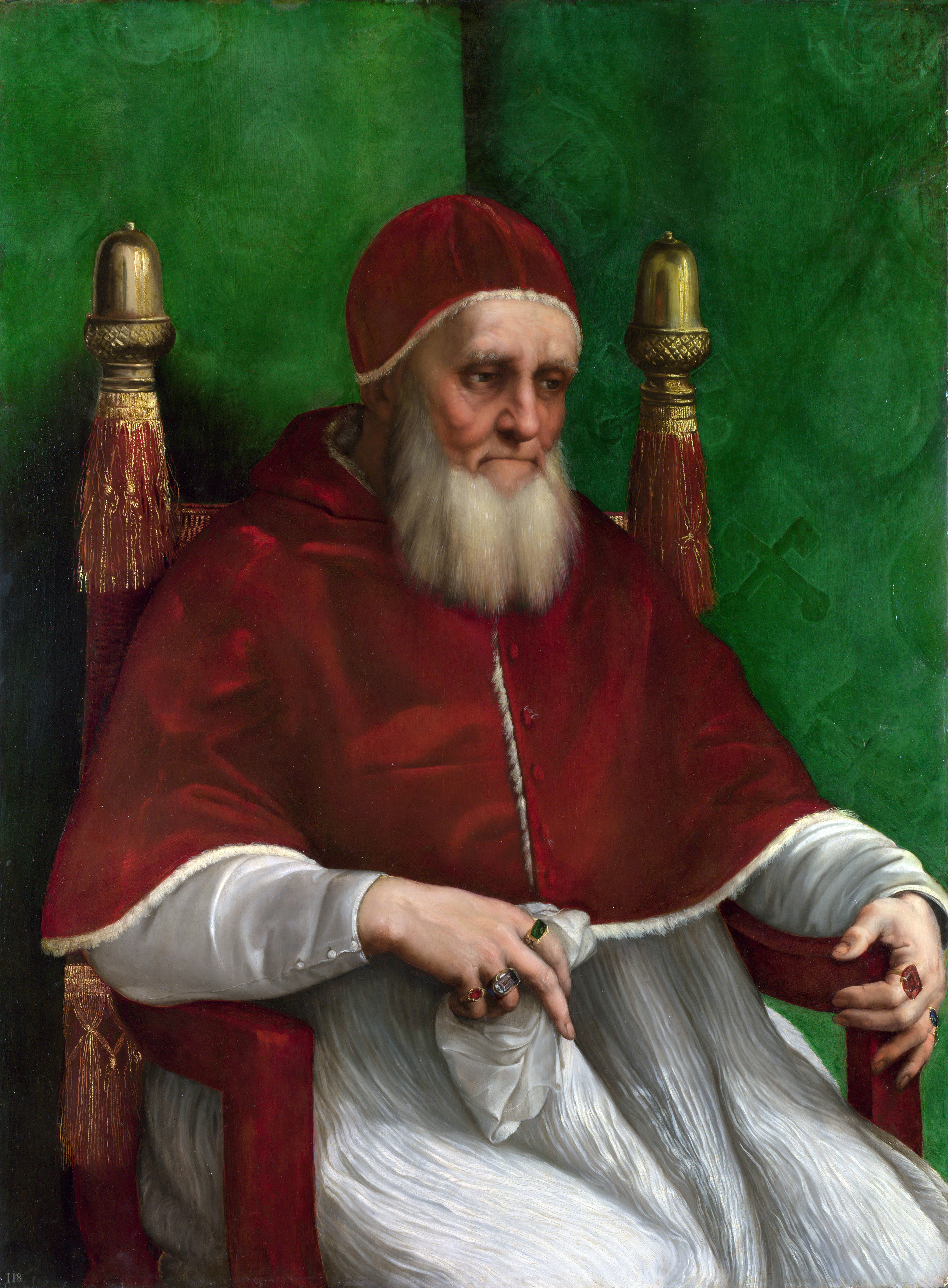
교황 율리오 2세 (1503-1513)
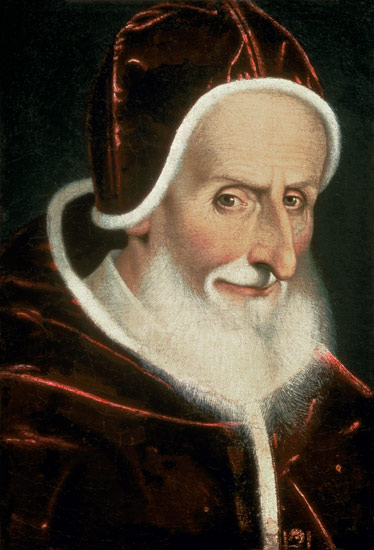
교황 비오 5세 (1566-1572)
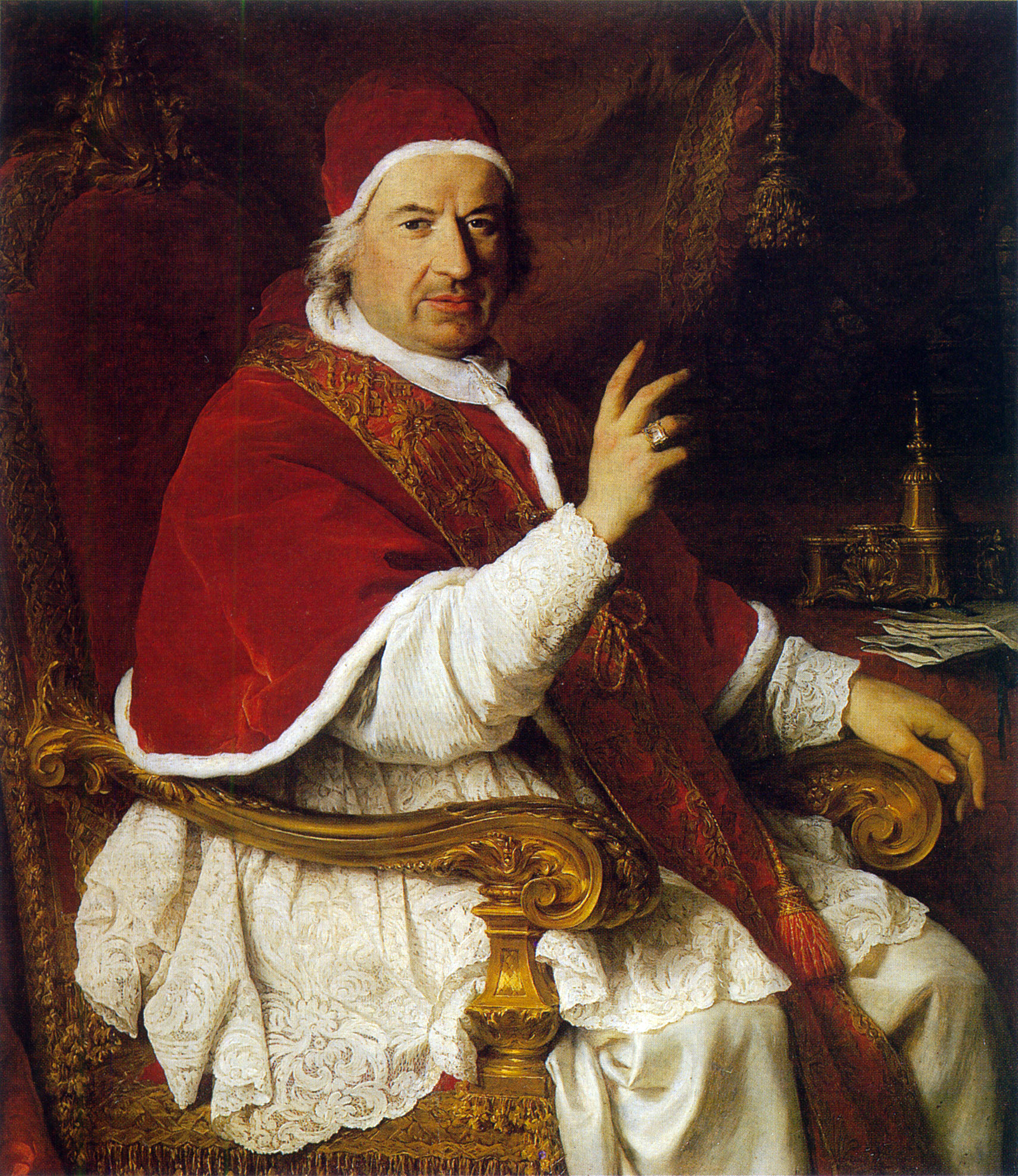
교황 베네딕토 14세 (1740-1758)
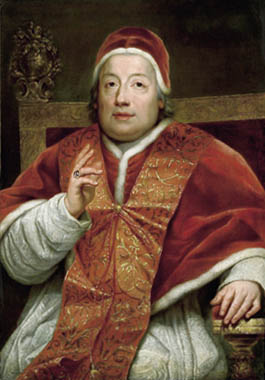
교황 클레멘스 13세 (1758-1769)
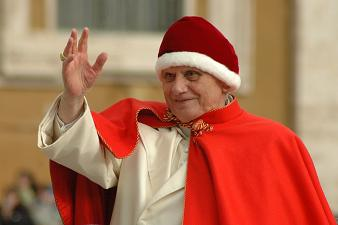
교황 베네딕토 16세 (2005-2013)